# Algésimètre
L'algésimètre, aussi appelé algomètre, est un appareil permettant de mesurer la sensibilité à la douleur. Il est principalement utilisé dans un cadre médical ou de recherche scientifique.